# Гэцзаошань
Гэцзаошань (кит. трад. 閣皂山, упр. 阁皂山, пиньинь Gezao Shan) — гора в китайской провинции Цзянси, на которой расположен одноименный даосский храмовый комплекс школы Линбао. Гэцзаошань находится в городском уезде Чжаншу (樟树市) в округе Ичунь.
Гэцзаошань является центром школы Линбао. Традиция считает что именно здесь, на восточном пике горы в храме Воюнь (卧云) патриарх Гэ Сюань установил алтарь и печь, выплавил золотой эликсир, обрёл бессмертие и вознёсся на Небо. Гора входит в список 72 "счастливых мест" даосской традиции.
В эпоху Шести династий здесь было основано четыре женских монастыря. Расцвет горы Гэцзаошань наступил в сунскую эпоху, когда гора попала под особое покровительство императоров, община состояла из 1500 домов и 500 даосов (около 1000 года). В это время гора получила особые привилегии для ординации высшего духовенства. Период расцвета продержался почти до конца династии Юань, однако сильно пострадал во время гражданской войны. В дальнейшем храмовый комплекс постепенно приходил в упадок, а в XX веке стал почти пустым, хотя во времена республики делались попытки реконструкции. 
Главный храм Чунчжэньгун основан в 712 году. 
Патриархи школы Линбао продолжали свою деятельность также в минскую эпоху, однако близость мощного храмового центра Лунхушань привели к потере популярности горы.
После 1991 года храмы горы стали реконструироваться.